# Danièle Lorain
Pour les articles homonymes, voir Lorain.

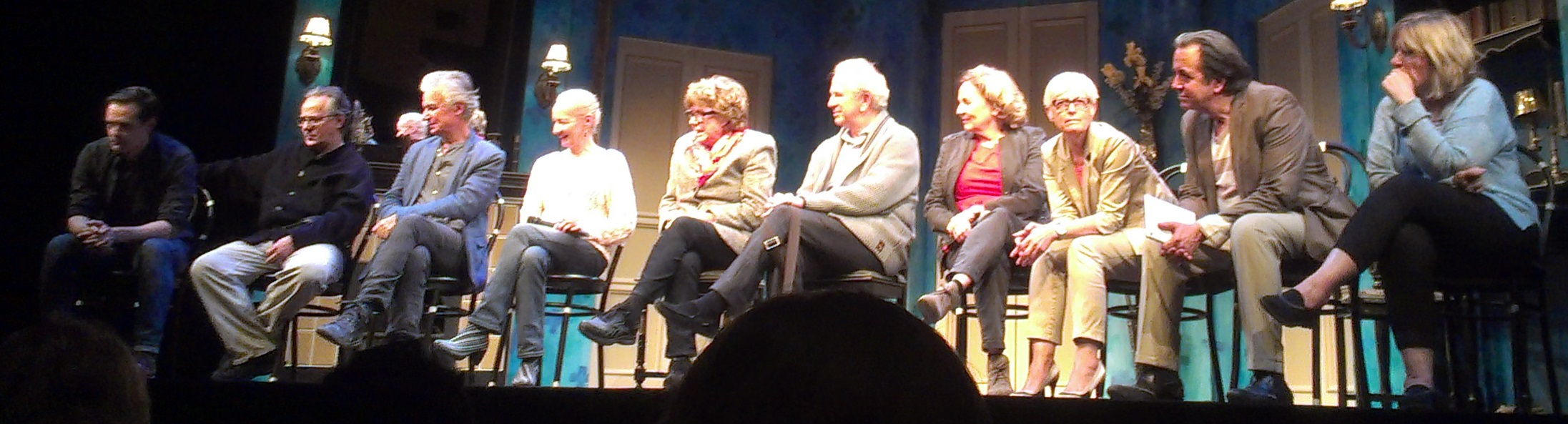
Rencontre des artistes de «Monsieur Chassé» (avec Danièle Lorain) dans le théâtre du Rideau Vert, à Montréal, Québec, Canada.

Danièle Lorain est une actrice québécoise

## Biographie

### Activités
Artiste multidisciplinaire, comédienne, active au cinéma, à la télévision et au théâtre, en plus d’être chanteuse, chroniqueuse, traductrice et auteure de chansons.
Elle a aussi été candidate à la mairie de l'arrondissement Plateau-Mont-Royal à l'élection municipale montréalaise de 2013, où elle a obtenu 31% pour Coalition Montréal (Vision Montréal), arrivant en 2e place.

### Vie privée
Elle est la fille de Denise Filiatrault et Jacques Lorain, et la sœur de Sophie Lorain.

## Filmographie
- 1996 : Virginie (série TV) : Sœur Jacinthe Lacroix
- 1998 : C't'à ton tour, Laura Cadieux : Vovonne
- 1999 : Laura Cadieux... la suite : Vovonne
- 2001 : Fortier : Louise Garnier
- 2002 : Moïse : L'Affaire Roch Thériault (Savage Messiah) : Colette Plamondon
- 2003 : Le Petit Monde de Laura Cadieux (feuilleton TV) : Vovonne
- 2005 : Niagara Motel : Lucille
- 2013 : Unité 9 : Pauline, infirmière

## Théâtre
La cantatrice chauve – La leçon, la bonne, Normand Chouinard, Théâtre du Rideau Vert
Monsieur chasse, Babet, Denise Filiatrault, Théâtre du Rideau Vert
Sister Act, comédie musicale, sœur Marie-Eustache, D. Filiatrault, Juste pour rire, Théâtre St-Denis
Hairspray, comédie musicale, gardienne de prison, D.  Filiatrault, Juste pour rire,  Théâtre St-Denis
Marius et Fanny, Honorine, Normand Chouinard, Théâtre du Rideau Vert
Chantons sous la pluie, comédie musicale, Dora Bailey/Miss Dinsmore, D. Filiatrault
Les Fourberies de Scapin, Zerbinette, D. Filiatrault, Juste pour rire
The Other Theatre, Clare, Stacey Christodoulou, Centaur Theatre
Les Parlementeries 2010, Ministre des Ainées/Famille/Santé, Dominic Anctil, JPR
Scandale, Garde Fortier, Normand Chouinard, Juste pour rire
Il n’y a plus rien, Teresa Estrada Suarez, Claude Laroche, Théâtre du Rideau Vert
Toc Toc, Blanche, Carl Béchard, Juste pour rire
La Casta Flore, Maria, Monique Duceppe, Compagnie Jean-Duceppe
Neuf, comédie musicale, Sarraghina, Denise Filiatrault, Théâtre du Rideau Vert
Les Palmes de M. Schultz, Georgette, Denise Filiatrault
Les Belles-Sœurs,  Angéline Sauvé, Serge Denoncourt
Les Sunshine Boys, l’infirmière, Claude Maher       
Le Vent et la tempête, Mrs. Krebs, Monique Duceppe
The Belles Sœurs, Lisetted de Courval, Denise Filiatrault
Un fil à la patte, Marceline, Daniel Roussel
Picasso au Lapin Agile, Germaine, Denise Filiatrault
Apatride, Sawda, Line Meloche
Un village de fous, Yenchna, Jacques Lessard, Théâtre de Marjolaine
Demain matin, Montréal m’attend, comédie musicale, 1er rôle, Denise Filiatrault
Le Bourgeois Gentilhomme, chanteuse (soliste), Denise Filiatrault
Soudain l’été dernier, Miss Foxhill, René Richard Cyr
Les Nonnes II … la suite, Sœur Antoine de Padoue, Louis-Georges Carrier
Les Nonnes II … la suite, la Mère supérieure, Louis-Georges Carrier
Le Dindon, Clara, Denise Filiatrault
En pièces détachées, Madame Soucy, René Richard Cyr        
Les Belles-Sœurs, Yvette Longpré, Denise Filiatrault
Tailleur pour dames, Madame d’Herblay, Daniel Roussel